# Herzo Rhinos

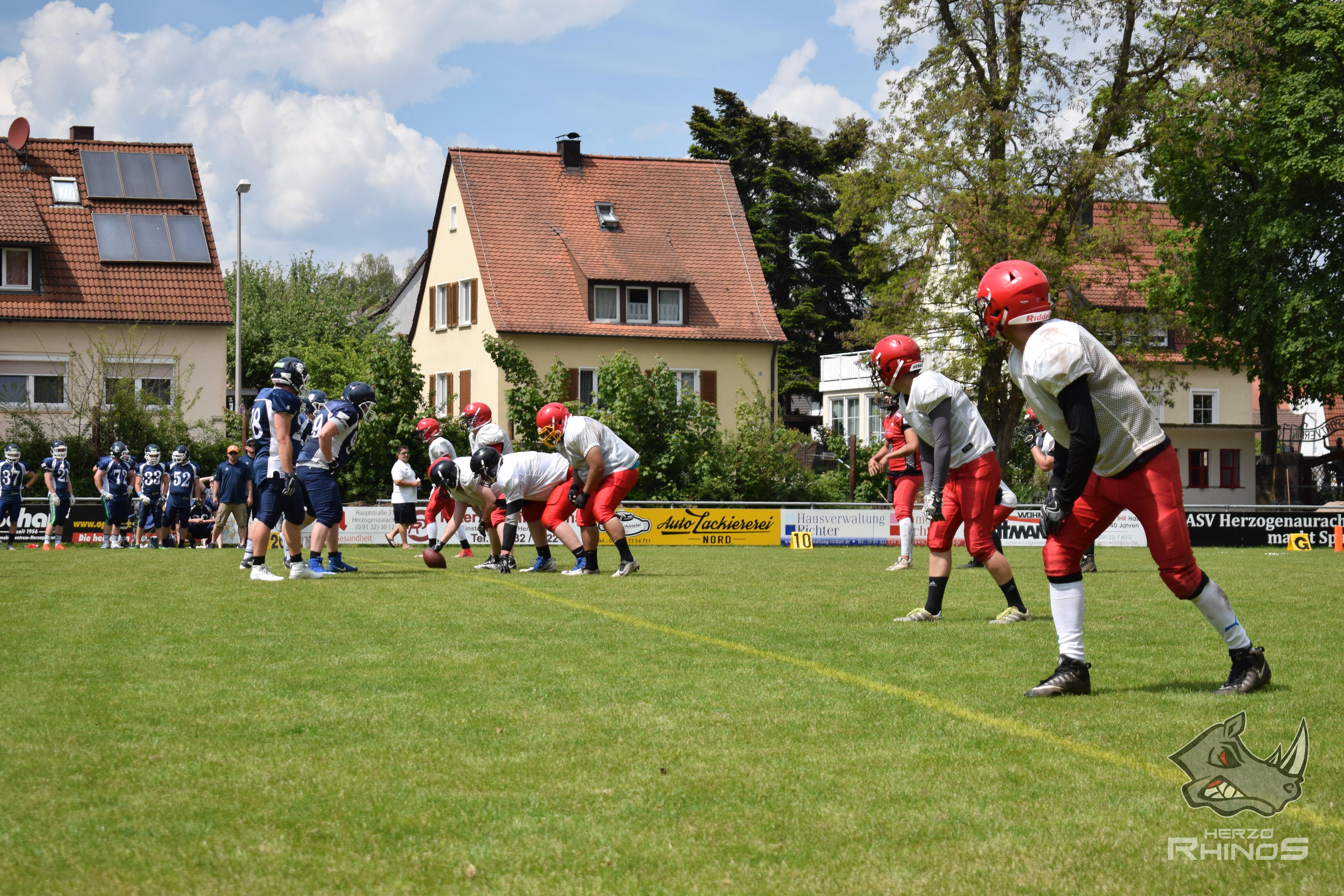
Joint Practice mit den Straubing Spiders II

Die Herzo Rhinos (gemeldet als: Herzogenaurach Rhinos) sind die American-Football-Abteilung des ASV Herzogenaurach e.V. in der Landesliga Bayern aus der Sportstadt Frankens Herzogenaurach.

## Geschichte
Die Herzo Rhinos wurden 2016 von ein paar Footballbegeisterten als Herzo Jets in Herzogenaurach auf dem Bolzplatz der ehemaligen US-Kaserne, Herzo Base, ins Leben gerufen.
Im April 2018 schloss man sich als eigenständige Abteilung mit bereits 21 Gründungsmitgliedern, unter dem neuen Namen Herzo Rhinos, dem ASV Herzogenaurach e.V. an.
In der Saison 2018 nahmen die Herzo Rhinos erstmals am Ligabetrieb der Deutschen Flag Football Liga (DFFL) teil und krönten ihre Teilnahme am 7. Juli 2018 mit dem „Herzo Bowl“, ihrem ersten Heimspieltag, auf dem Rhinos Field.
Im Jahr 2019 traten die Rhinos in ihrer Ersten Saison im Tackle Football in der Aufbauliga des Afvby an. In einer Saison mit Höhen und Tiefen gelang eine Ausgeglichene Bilanz von 6 Siegen und 6 Niederlagen. Den ersten Sieg der Vereinsgeschichte feierten die Rhinos am 22. Juni 2019 mit 13:6 gegen die Schweinfurt Hornets. Drei Wochen später folgte das erste Heimspiel der Rhinos vor 800 Zuschauern, welches mit 32:0 gegen die Coburg Black Dukes gewonnen wurde. Gleichzeitig markiert dieses Spiel bis heute den höchsten Sieg in der noch jungen Vereinsgeschichte. Im September 2019 erfolgte die Gründung einer Flag Jugendmannschaft, den Herzo Rhinos Juniors, die ihre Spiele im Flag Football in der Altersklasse U16 austragen.
Vor der Saison 2020 entschieden die Herzo Rhinos für die Landesliga zu melden und wurden in der Division Nord-West mit den Gegnern Ansbach Grizzlies, Neustadt Falcons, Aschaffenburg Stallions und den Würzburg Panthern eingeordnet. Aufgrund der Covid-19-Pandemie würde die Saison jedoch am 20. April 2020 durch den Afvby abgesagt. Im August 2020 gaben die Rhinos die Gründung einer Damen Tackle Mannschaft bekannt, die in der Saison 2021 in der 2. Damenbundesliga antreten soll.
Für die Saison 2021 wurde erneut für die Landesliga gemeldet, jedoch fand im Jahr 2021 aufgrund der anhaltenden Corona-Pandemie kein regulärer Spielbetrieb unter dem Dach des Afvby statt. Die Rhinos nahmen am Ersatzspielbetrieb der Bavarian Bowl Series teil, einem aus Freundschaftsspielen zusammengefügten Spielbetrieb von insgesamt 12 Mannschaften aus Landes- und Bayernliga. In der Bavarian Bowl Series traten die Rhinos in der Gruppe Silber gegen die Nürnberg Hawks, die Neustadt Falcons und die Bayreuth Dragons an. Die Series wurde auf dem dritten Platz mit einer Bilanz von einem Sieg, einem Unentschieden und vier Niederlagen beendet. Dabei verloren die Rhinos drei ihrer Spiele mit lediglich einem bzw. zwei Punkten Unterschied.
Die Season 2022 bestritten die Rhinos Seniors in der Landesliga. Dabei traten sie in der Gruppe Nord-Ost an. Insgesamt konnten drei Spiele gewonnen werden, wobei zwei davon durch den Rückzug der Weiden Wikings zustande kamen. Mit einer Bilanz von 3:5 belegten die Seniors den 4. Platz in ihrer Gruppe.

## Hauptverein
Der Verein wurde 1919 als Sportclub Pfeil gegründet.
Nach Auflösung während der Zeit des Nationalsozialismus wegen der Zugehörigkeit zum Arbeitersport wurde er nach dem Zweiten Weltkrieg unter seinem heutigen Namen wiedergegründet.
Unterstützt vom örtlichen Sportartikelhersteller Adidas und dessen Besitzer Adolf Dassler spielte der Fußball-Verein von 1972 bis 1977 in der Bayernliga. In der Saison 1973/74 gewann der ASV den Titel. Wegen der Umstrukturierung des Ligensystems im deutschen Fußball und der Auflösung der Regionalligen zugunsten einer 2. Bundesliga erhielt der Verein jedoch kein Aufstiegsrecht. Nach Abstieg bis in die unterste Spielklasse ab Ende der 1980er Jahre spielt der Verein heute in der B-Klasse.

### Vereinswappen

Wappen des ASV Herzogenaurach e.V.
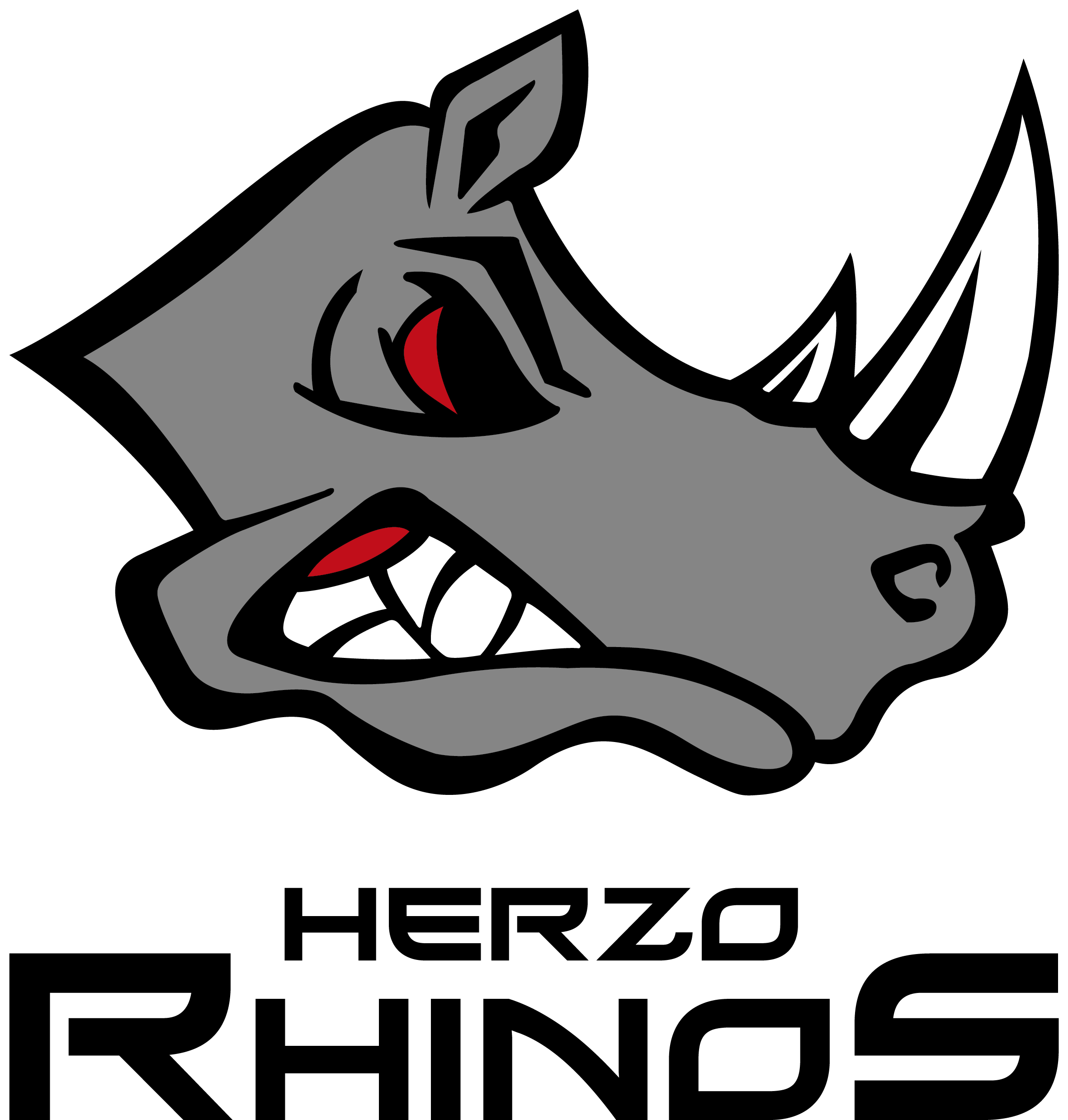
Logo der American Football Abteilung Herzo Rhinos

Das Vereinswappen des ASV Herzogenaurach e.V. in durchlief bis zu seiner heutigen Form seit der Vereinsgründung im Jahr 1919 einige Evolutionsschritte.
Im Jahr 2018 kam das Logo der Abteilung American Football, der Herzo Rhinos, dazu.

### Vereinsfarben
Die Vereinsfarben des Hauptvereins sind traditionell Rot und Weiß. Gespielt wird häufig in Rot, Weiß und Schwarz.
In Anlehnung an das Wappentier, das Nashorn, wurden die Farben für die American-Football-Mannschaft um Grau erweitert. Die Farben der Herzo Rhinos sind dadurch Rot, Schwarz und Grau. Dies wurde auch in den Trikots (Jerseys) so umgesetzt.

## Stadion

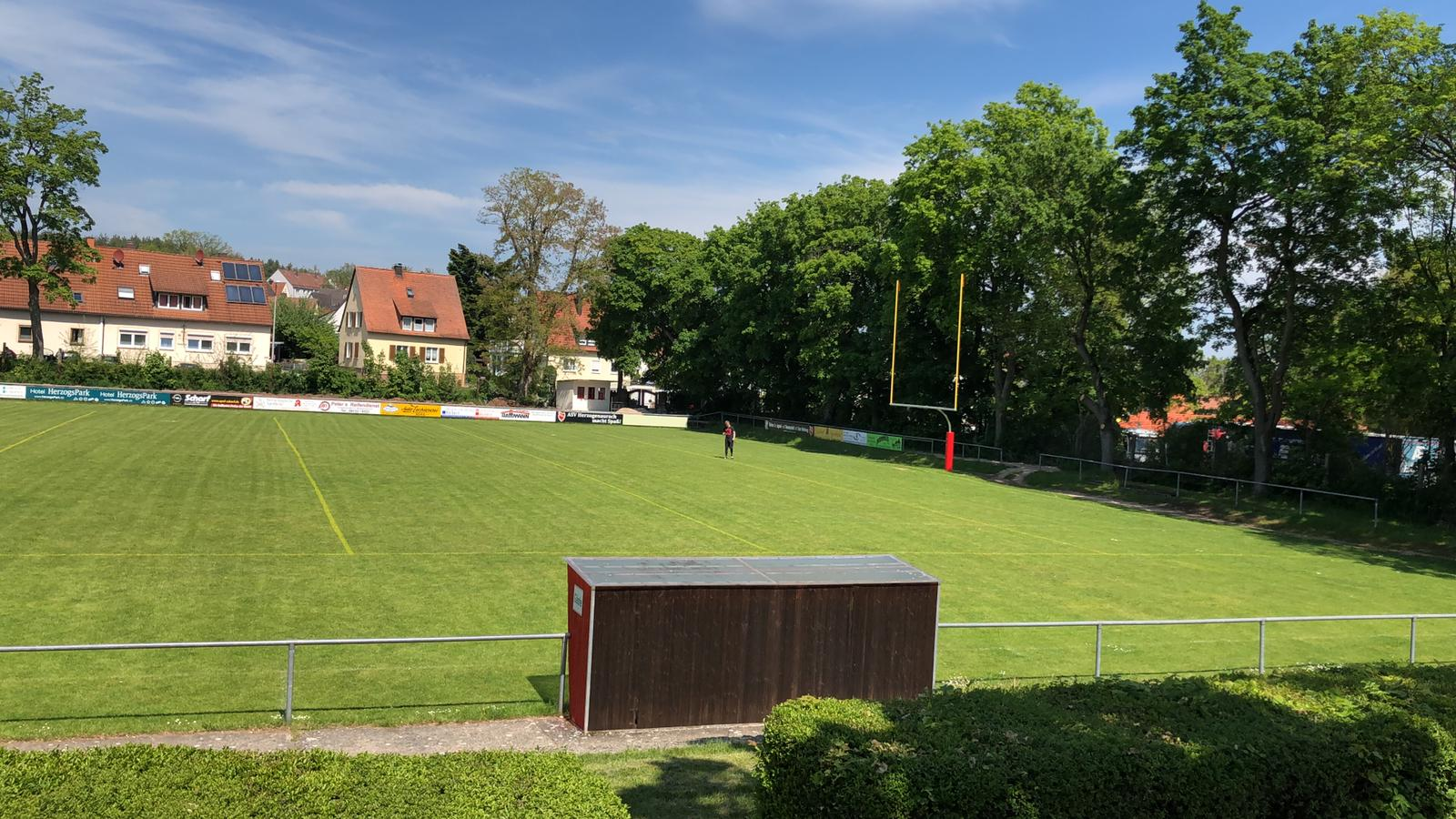
Rhinos Field

Die Herzo Rhinos tragen ihre Heimspiele am Rhinos Field im Herzen der Stadt Herzogenaurach aus. Das Rhinos Field fasst ca. 2.500 Zuschauer.

## Erfolge
- Herzo Rhinos Seniors:
  - 2018: Teilnahme in der Deutschen Flag Football Liga (DFFL)[10]
  - 2019: Erstmaliger Start im Tackle Football Ligabetrieb
  - 2020: Aufstieg in die Landesliga (Bayern Nord-West)
  - 2021: Teilnahme an der Bavarian Bowl Series
- Herzo Rhinos Ladies:
  - 2021: Teilnahme an der 2. Damenbundesliga (DBL2 2021)

## Teams im ASV Herzogenaurach – Herzo Rhinos
- Herzo Rhinos Seniors, Herren-Tackle-Football
- Herzo Rhinos, Ladies-Tackle-Football
- Herzo Rhinos Juniors, U19 Tackle Football
- Herzo Rhinos Juniors, U16 Flag Football
- Herzo Rhinos Juniors, U13 Flag Football
- Herzo Rhinos Juniors, U11 Flag Football
- Herzo Rhinos Flag, 5er-Flag-Football
- Herzo Rhinos Seniors Cheerleader, Cheerleading
- Little Rhinos Cheerleader, Cheerleading Juniors
- Tiny Rhinos Cheerleader, Cheerleading Juniors